# Amblyopone wilsoni
Amblyopone wilsoni é uma espécie de formiga do gênero Amblyopone.